# Vädrets villkor
Vädrets villkor är en finskproducerad faktaserie i fyra delar om den globala uppvärmningen, med särskilt fokus på Finland. Serien diskuterar forskarnas olika scenarier för uppvärmning, som tros hänga intimt samman med växthuseffekten och de utsläpp som förstärker den. Serien sändes i svensk TV (SVT2) under sommaren 2011.